# Forcipomyia albopunctata
Forcipomyia albopunctata är en tvåvingeart som först beskrevs av Frederick Askew Skuse 1889.  Forcipomyia albopunctata ingår i släktet Forcipomyia och familjen svidknott. Inga underarter finns listade i Catalogue of Life.